# Tina Weirather
Christina "Tina" Weirather, född 24 maj 1989 i Vaduz, Liechtenstein, numera bosatt i Triesenberg, Liechtenstein, är en före detta alpin skidåkare. Hon är dotter till de tidigare skidåkarna Harti Weirather och Hanni Wenzel.
Weirather gick på skidgymnasiet Stams 2004–2009. Hon har fem medaljer från juniorvärldsmästerskap.
Weirather deltog vid OS i Turin 2006 i grenarna super-G och störtlopp. Hon tog sin första pallplats i världscupen i Lake Louise 2 december 2011. Hon blev tvåa i störtloppscupen samma säsong.
Weirathers största framgångar har kommit i super-G, där hon tog 7 världscupvinster under sin karriär.
I OS 2014 i Sotji bar Weirather flaggan för Liechtenstein vid spelens öppnande. Under träning inför spelens störtlopp skadade hon sig i höger skenben, varpå beskedet senare kom att hon missade resten av världscupsäsongen.
Hon avslutade sin karriär efter säsongen 2019/2020. Weirather har blivit utsedd till årets kvinnliga idrottare i Liechtenstein åtta gånger (2006, 2012, 2013, 2014, 2015, 2016, 2017 och 2018).

## Världscupsegrar
| Datum            | Plats         | Disciplin  |
| ---------------- | ------------- | ---------- |
| 1 mars 2013      | Garmisch      | Super-G    |
| 14 december 2013 | Sankt Moritz  | Super-G    |
| 22 december 2013 | Val d'Isère   | Storslalom |
| 7 mars 2015      | Garmisch      | Störtlopp  |
| 21 februari 2016 | La Thuile     | Super-G    |
| 17 mars 2016     | St. Moritz    | Super-G    |
| 17 mars 2017     | Aspen         | Super-G    |
| 17 mars 2017     | Lake Louise   | Super-G    |
| 3 mars 2018      | Crans-Montana | Super-G    |